# Fleury-la-Forêt
Fleury-la-Forêt is een gemeente in het Franse departement Eure (regio Normandië) en telt 253 inwoners (1999). De plaats maakt deel uit van het arrondissement Les Andelys.

## Geografie
De oppervlakte van Fleury-la-Forêt bedraagt 7,9 km², de bevolkingsdichtheid is 32,0 inwoners per km².
De onderstaande kaart toont de ligging van Fleury-la-Forêt met de belangrijkste infrastructuur en aangrenzende gemeenten.

## Demografie
Onderstaande figuur toont het verloop van het inwonertal (bron: INSEE-tellingen).